# Авијатик Берг D.I
Авијатик Берг D.I је аустроугарски ловачки авион који је производила фирма Авијатик. Први лет авиона је извршен 1917. године.

## Пројектовање и развој
Авион се добро показао у употреби, и до краја рата је побољшаван у неколико типова овог авиона. Конструктор авиона је био инж. Јулијус фон Берг по коме је авион и добио презиме. Инж. Берг је паралелно конструисао два авиона, један ловац са ознаком типа D.I а други извиђач са ознаком C.I.
Највећа брзина авиона при хоризонталном лету је износила 185 km/h.
Распон крила авиона је био 8,00 метара, а дужина трупа 6,95 метара. Празан авион је имао масу од 610 килограма. Нормална полетна маса износила је око 852 килограма. Био је наоружан са једним до два предња митраљеза калибра 8 милиметара Шварцлозе.

### Технички Опис
Авиатик Берг D.I је био авион двокрилац мешовите конструкције (дрво, метал и платно). Труп је имао основну дрвену конструкцију обложену дрвеном лепенком. Попречни пресек трупа је био правоугаоног облика. У предњем делу трупа се налазио шестоцилиндрични, течношћу хлађени мотор са дрвеном двокраком елисом фиксног корака. У трупу се налазила комотна једноседа кабина пилота. Крила су имала дрвену конструкцију са две рамењаче обложену платном. Крила су међусобно била повезана металним упорницама и жичаним затезачима. Крилца су се налазила само на горњим крилима. Крилца и кормила правца и висине су имала металну конструкцију обложену платном. Стајни трап је фиксан конвенционалног типа са крутом осовином, напред точкови а назад на репу авиона налази се еластична дрљача као трећа ослона тачка.

### Варијанте авиона Авиатик Берг серије D
- Авиатик Берг D.I - ловац, једносед, двокрилац у току 1917 и 1918. године произведено 1097 примерака
- Авиатик Берг D.II - побољшана верзија ловца D.I, производња почела почетком 1918. године, произведено две серије: 39 и 339, укупно је произведено 20 ових авиона
- Авиатик Берг D.III - висински ловац исти као D.I али са појачаним мотором Austro-Daimler AD6 od 225 KS или Hiero од 230 KS
- Авиатик Берг Dr.I - ловац, трокрилац, направљен само један прототип

### Техничке карактеристике авиона Авиатик Берг серије D
| Тип авиона                        | Berg D.I       | Berg D.II      | Berg D.III   | Berg Dr.I      |
| --------------------------------- | -------------- | -------------- | ------------ | -------------- |
| Намена                            | Ловац          | Ловац          | Ловац        | Прототип       |
| Година                            | 1917           | 1918           | 1918         | 1917           |
| Посада                            | 1              | 1              | 1            | 1              |
| Дужина                            | 6,95 m         | 6,95 m         | 6,95 m       | 6,86 m         |
| Размах                            | 8,00 m         | 8,00 m         | 8,00 m       | 7,22 m         |
| Висина                            | 2,49 m         | 2,49 m         | 2,49 m       | 2,75 m         |
| Површина крила                    | 21,70 m²       | 18,40 m²       | 21,70 m²     | 22,50 m²       |
| Маса празног                      | 587 kg         | 587 kg         | 683 kg       | 620 kg         |
| Маса полетна                      | 881 kg         | 810 kg         | 943 kg       | 862 kg         |
| 6-цил. Линијски, Хлађење течношћу | Austro-Daimler | Austro-Daimler | Hiero        | Austro-Daimler |
| Снага                             | 200KS(147kW)   | 200KS(147kW)   | 230KS(169kW) | 200KS(147kW)   |
| Брзина на 0 m                     | 185 km/h       | 210 km/h       |              | 195 km/h       |
| Брзина пењања на 1000 m           | 2:10 min       | 2:48 min       | 2:10 min     | 1:40 min       |
| брзина пењања на 2000 m           | 7:40 min       | 6:48 min       | 5:06 min     | 4:10 min       |
| Брзина пењања на 3000 m           |                | 11:30 min      | 9:36 min     | 8:06 min       |
| Брзина пењања на 4000 m           | 11:20 min      |                |              |                |
| Брзина пењања на 5000 m           |                |                | 18:48 min    |                |
| Плафон                            | 6220 m         |                |              | 5000 m         |
| Радијус                           | 375 km         |                |              | 290 km         |
| Аутономија                        | 2:30 h         |                |              |                |
| Наоружање                         | 1–2 MG         | 2 MG           | 2 MG         | 2 MG           |

## Оперативно коришћење
Ловачки авион Авиатик Берг D.I је био најбројнији ловац у Аустроугарском ваздухопловству (k.u.k. Luftfahrtruppen - LFT). Израђен је у 815 примерака и служио је на источном (руском) и италијанском фронту као и на балканском ратишту. У LFT је служио од јесени 1917. године па до потписивања примирја 11. новембра 1918.
Авион је коришћен у Војном ваздухопловству Краљевине СХС/Југославије у периоду од 1919 до скоро 1930. године. После активне ловачке службе ови авиони су служили за основне акробације у пилотској школи у Новом Саду.

## Сачувани примерци
До данас су сачувана два примерка ових авиона. Један се налази у Техничком музеју у Бечу ( Аустрија), то је авион са серијским бројем 101.37 кога је произвела фирма Thöne & Fiala са мотором AD 200 KS. Други такође истог произвођача Т&F са налази у Ваздухопловном музеју у Сијетлу (САД) (Museum of Flight, Seattle USA). Овај авион има серијски број 101.40, мотор AD 185 KS, ојачано крило и структуру авиона у односу на друге серије ових авиона, наоружан је са два митраљеза Шварцлозе М 16.

## Земље које су користиле овај авион
- Аустроугарска
- Аустрија
- Мађарска
- Пољска
- Румунија
- Чехословачка
- Југославија